# Aeroportul Bronson Creek
Aeroportul Bronson Creek (IATA: YBM) este un aeroport din Columbia Britanică, Canada.
Situat la o altitudine de 152 m, aeroportul dispune de o singură pistă.